# George Crabbe
George Crabbe var en engelsk digter (født 24. december 1754, død 3. februar 1832), født i fiskerbyen Aldeburgh i grevskabet Suffolk. Han var oprindelig (ikke universitetsuddannet) læge, men fungerede størstedelen af sit liv som præst. Var en anerkendt entomolog (insektforsker). 
George Crabbe er mest kendt for de lange versfortællinger The Village og The Borough. Sidstnævnte er grundlaget for Benjamin Brittens opera Peter Grimes. George Crabbe var meget læst i sin samtid, og fremtrædende litterære skikkelser som William Wordsworth, Lord Byron, Sir Walter Scott og Jane Austen udtrykte sig anerkendende om hans jordnære digtekunst. For så vidt angår litterær form står han i gæld til klassicismens digtere, især Oliver Goldsmith, men indholdsmæssigt gør han op med perioden forud og beskriver den rå og barske virkelighed, han kendte, uden nogen form for skønmaleri.